# Salvador Fàbregas Bas
Salvador Fàbregas Bas   (Barcelona, 1907 - Barcelona, 1985) fou un pilot i promotor de l'automobilisme català. Fou president de la Federació Catalana d'Automobilisme i del Reial Automòbil Club de Catalunya.
S'inicià com a pilot amateur el 1925, any que guanyà el primer Gran Premi d'Autocicles amb un Amilcar i el 1932 es va proclamar campió de Catalunya de regularitat. Disputà tota mena de curses, especialment ral·lis, pujades i proves de regularitat, fins que es retirà el 1973, després de guanyar el Ral·li de Montecarlo per a veterans. Com a directiu, va ser vocal de l'Aero Club de Catalunya, vicepresident de l'Escuderia Barcelona i de la comissió esportiva del RACC. Va ser president de la Federació Catalana d'Automobilime que implicava ser al mateix temps president del RACC entre el 1957 i el 1977. En el seu mandat es va produir la primera gran expansió del club automobilístic i Catalunya es va llaurar un gran prestigi en l'organització de proves internacionals, entre les quals destaquen els Grans Premis de Fórmula 1 que a partir de 1969 es van celebrar al circuit urbà de Montjuïc. La seva experiència en l'organització de proves automobilístiques el va portar a ser membre de la Comissió Esportiva de la Federació Internacional d'Automobilisme i de l'Associació d'Organitzadors de Grans Premis fins al 1985. També impulsà moltes iniciatives per formar joves pilots, tot creant diverses fórmules de promoció i facilitant la seva participació en proves internacionals. Rebé la medalla al mèrit esportiu de la Diputació de Barcelona, la Gran Cruz de Cisneros i la medalla al Mèrit de Seguretat Viària.